# Региментарь
Регимента́рь (лат. regimentum, пол. regimentarz) — в Речи Посполитой XVII—XVIII веков заместитель гетмана или назначенный королём или сеймом командующий отдельной группы войск, который выполняет поставленные перед ним задания и руководит войсками в то время, когда гетман по каким-то причинам не может выполнять свои функции. 
В XVII столетии региментарём также называли руководителя посполитого рушения, как правило каштеляна или воеводу.
Региментарь генеральный — командующий войсками Конфедерации.